# Till vildingarnas land (film)
Till vildingarnas land (originaltitlel Where the Wild Things Are) är en amerikansk film från 2009 baserad på boken med samma namn. Filmen handlar om åttaåringen Max som seglar till ett land bebott av vildingar, där han blir krönt till kung.
Filmen hade premiär i Sverige 29 januari 2010.

## Rollista
- Max Records – Max
- Catherine Keener – Connie
- Mark Ruffalo – Adrian
- Pepita Emmerichs – Claire
- Steve Mouzakis – Max lärare
- Max Pfeifer, Madeleine Greaves, Joshua Jay och Ryan Corr – Claires vänner

### Engelska röstroller
- James Gandolfini – Carol
- Lauren Ambrose – KW
- Chris Cooper – Douglas
- Forest Whitaker – Ira
- Catherine O'Hara – Judith
- Paul Dano – Alexander
- Michael Berry Jr. – Bernard the Bull
- Spike Jonze – Bob and Terry

### Svenska röster
- Daniel Melén - Max
- Johan Hedenberg - Carol
- Ana Gil de Melo Nascimento - KW
- Claudia Galli - Judith
- Adam Fietz - Ira
- Christian Fex - Douglas
- Dick Eriksson - Alexander
- Sharon Dyall - Mamma[2]